# Moutfort
Moutfort (luxembourgeois : Mutfert, allemand : Mutfort) est une section de la commune luxembourgeoise de Contern située dans le canton de Luxembourg.

## Curiosités
- Un chêne pédonculé remarquable se trouve à la sortie du village sur la route de Pleitrange.